# Camillo Melzi
Camillo Melzi (ur. 12 grudnia 1590 w Mediolanie, zm. 21 stycznia 1659 w Rzymie) – włoski kardynał.

## Życiorys
Urodził się 12 grudnia 1590 roku w Mediolanie, jako syn Giana Antonia Melziego i Livii Litty. Studiował na Uniwersytecie Parmeńskim, gdzie uzyskał doktorat utroque iure. Po studiach został referendarzem Trybunału Obojga Sygnatur. 18 lutego 1636 roku został wybrany arcybiskupem Kapui, a 24 marca przyjął sakrę. W 1639 roku został nuncjuszem we Florencji, a w okresie 1644–1652 – w Arcyksięstwie Austriackim. 9 kwietnia 1657 roku został kreowany kardynałem prezbiterem i otrzymał kościół tytularny San Marcello. Zmarł 21 stycznia 1659 roku w Rzymie.